# باشگاه فوتبال اورلاندو سیتی
اورلاندو سیتی اس سی (به انگلیسی: Orlando City SC) یک تیم فوتبال در شهر اورلاندو در فلوریدا است که در لیگ برتر فوتبال آمریکا (ام اس ال) بازی می‌کند. این باشگاه از سال ۲۰۱۵ پس از افزایش تعداد تیم های لیگ شروع به کار کرد.

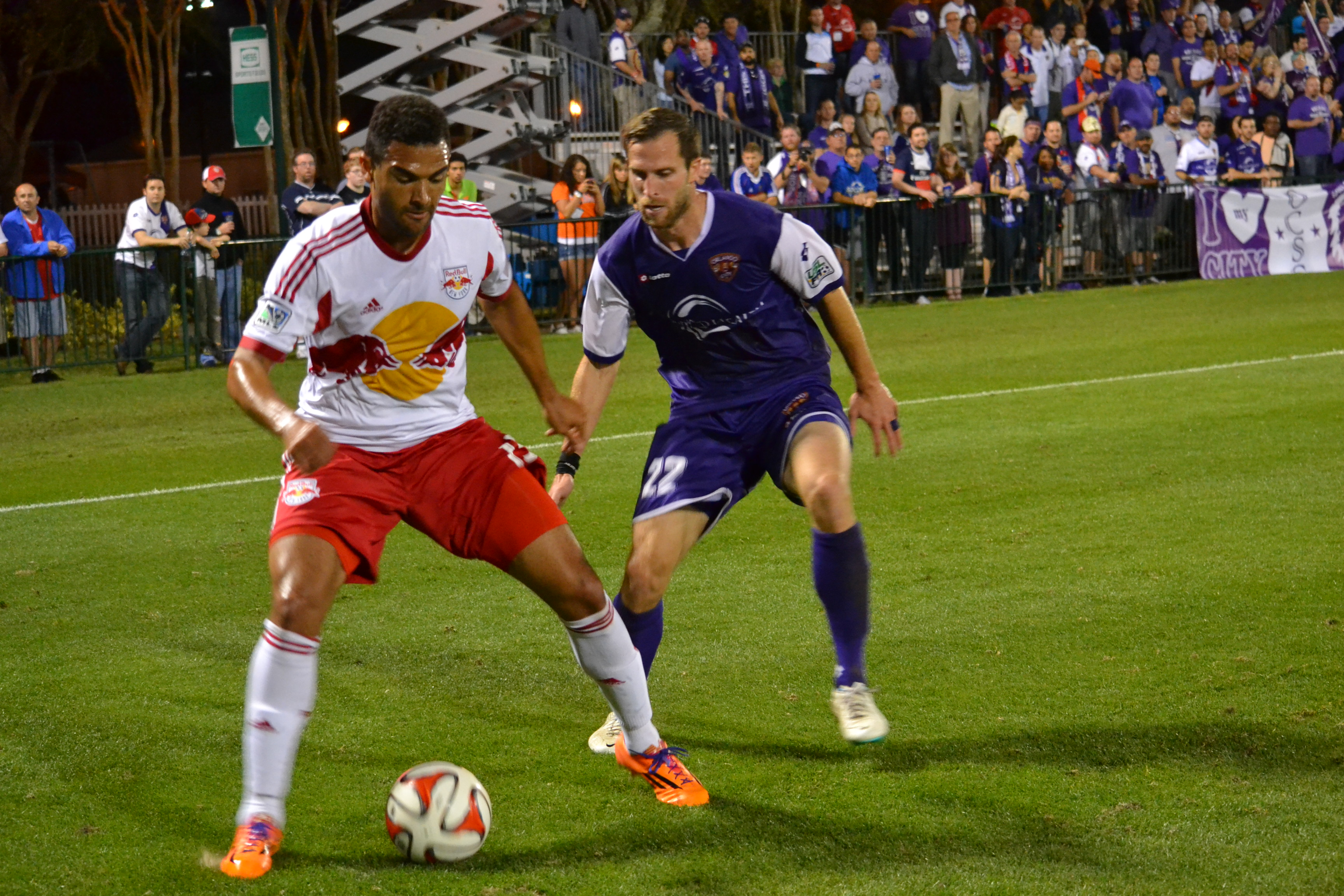